# Peppermint (1999)
Peppermint é um filme de drama grego de 1999 dirigido e escrito por Costas Kapakas. Foi selecionado como representante da Grécia à edição do Oscar 2000, organizada pela Academia de Artes e Ciências Cinematográficas, mas não foi aceito como indicado.

## Elenco
- Georges Corraface como Stefanos Karouzos
- Any Loulou como Alkistis Karouzou
- Alexandros Mylonas como Pavlos Karouzos
- Nikoletta Vlavianou como Ariadni
- Tasos Palatzidis como Michalakis
- Giorgos Gerontidakis-Sempetadelis
- Markella Pappa